# Abdelaziz Kerkache
Abdelaziz Karkache est un entraîneur marocain de football né le 3 mars 1965.

## Biographie
Il joue lors de la saison 1998-1999 au sein du club belge du Racing Jet Wavre, qui évolue en Promotion (quatrième division).
Il entraîne ensuite plusieurs clubs de première division marocaine, notamment le Mouloudia d'Oujda, l'Ittihad Khémisset et le KAC de Kénitra.